# پارک میزوموتو
پارک میزوموتو (به ژاپنی: 水元公園 Mizumoto-koen) یکی از پارک‌های  توکیو پایتخت ژاپن است. این پارک با مساحت ۸۱ هکتار بزرگترین پارک توکیو محسوب می‌شود. پارک میزوموتو به داشتن گل‌های زنبق در ماه جون معروف است.

## رسیدن به پارک
- جی آر، خط جوبان، ایستگاه کاناماچی. مسافت بین ایستگاه قطار تا پارک بهتر است با اتوبوس طی شود. از ایستگاه اتوبوس میزوموتو کوئن تا پارک ۱۰ دقیقه  پیاده راه است.[۲]